# Saint-Louis-en-l'Isle
Saint-Louis-en-l'Isle är en kommun i departementet Dordogne i regionen Nouvelle-Aquitaine i sydvästra Frankrike. Kommunen ligger i kantonen Mussidan som tillhör arrondissementet Périgueux. År 2022 hade Saint-Louis-en-l'Isle 311 invånare.

## Befolkningsutveckling
Antalet invånare i kommunen Saint-Louis-en-l'Isle
Referens:INSEE